# 威廉·布莱克
威廉·布雷克（英語：William Blake，1757年11月28日—1827年8月12日）是出身英格蘭倫敦的詩人、畫家和版畫家。他被認為是浪漫時代詩歌和視覺藝術史上的開創性人物。 20世紀的評論家諾斯洛普·弗萊說，他所謂的預言性作品形成了“與其價值成正比的英語詩歌中最少閱讀的主體”。他創作了一系列多樣化且具有象徵意義的作品，這些作品包含了“上帝的身體”或“人類存在本身”的想像。
儘管他因堅持獨特觀點而被同時代的人視為瘋子，但他的表現力和創造力，以及作品中哲學和神秘的內容，受到後來評論家的高度評價。他的繪畫和詩歌被描述為浪漫主義運動的一部分和“前浪漫主義”。他敵視英格蘭教會（實際上，幾乎所有形式的有組織的宗教）的虔誠信徒，並深受法國和美國革命理想和抱負的影響。儘管後來他拒絕了許多這些政治信仰，但他與政治活動家托馬斯·潘恩保持友好關係。他還受伊曼紐·史威登堡等等思想家影響。儘管有這些已知的影響，布雷克作品的獨特性使他難以被歸類。

## 早年

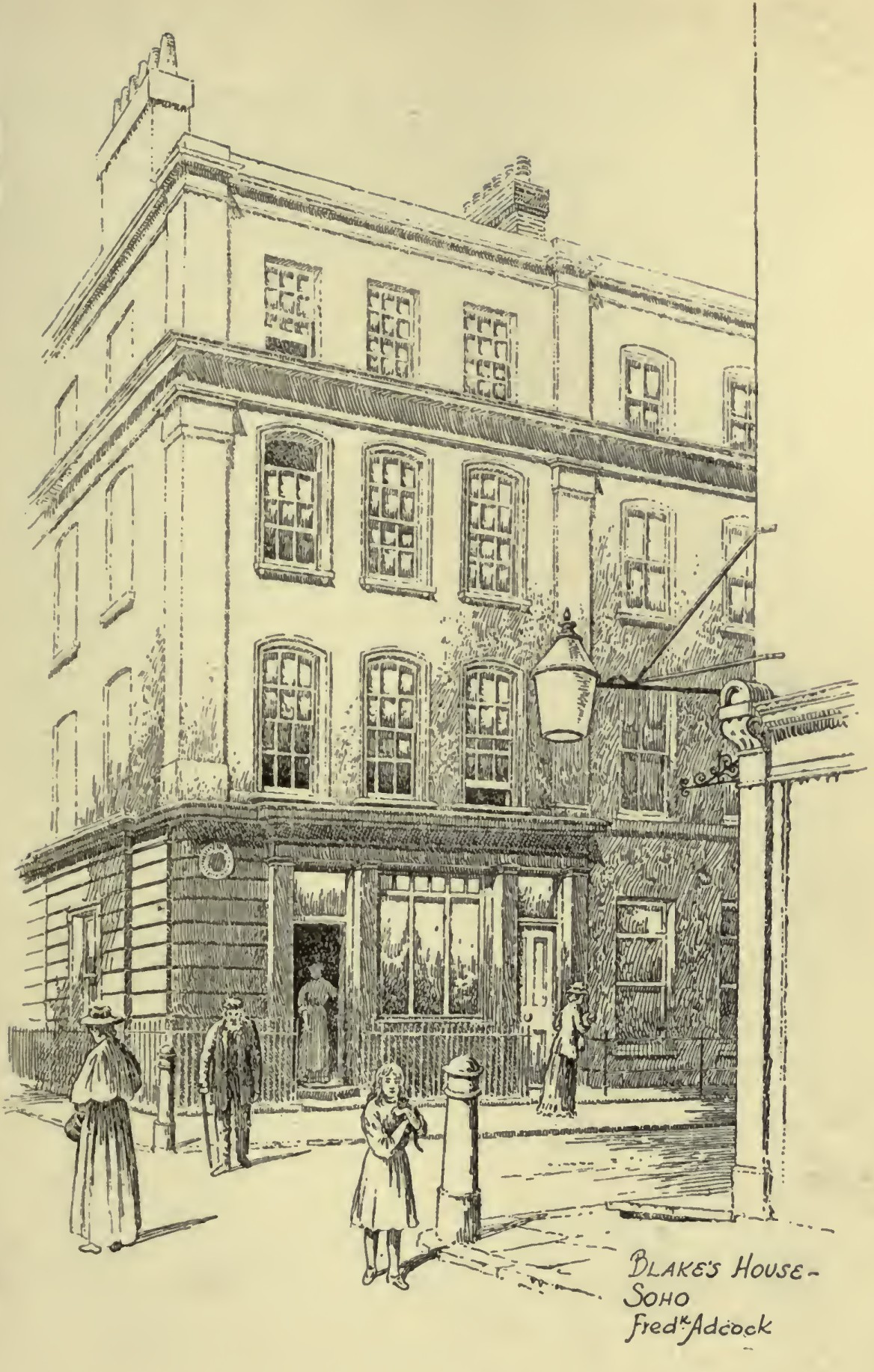
布罗德街28号。布雷克出生于此，一直住到25岁。该建筑于1965年拆除。

1757年11月28日，威廉·布雷克出生于英格兰伦敦苏豪区的布罗德街（现布罗德威克街）28号。他是七个孩子中的第三个。其中两人在婴儿时期夭折。布雷克的父亲詹姆斯是一位袜子店老板，从爱尔兰来到伦敦。他上学的时间不长，只学会阅读和写作，十岁时就辍学回家，由母亲凯瑟琳教育。虽然布雷克一家是非国教徒，威廉还是于12月11日在伦敦皮卡迪利圣雅各教堂受洗。《圣经》对布雷克产生了早期而深远的影响，在他的一生中一直是灵感的源泉。
布雷克开始雕刻父亲为他购买的希腊古画的副本，这种做法比实际绘画更为可取。在这些绘画中，布雷克通过拉斐尔、米开朗基罗、马尔滕·范·海姆斯克克和阿尔布雷希特·丢勒的作品，首次接触到古典形式。詹姆斯和凯瑟琳夫妇能够为年轻的威廉购买的印刷品和装订书籍的数量，表明他们至少在一段时间内享有不少的财富。在威廉十岁时，他的父母充分了解他的任性，不再送他到学校，改去河岸街（the Strand）的亨利·帕斯绘画学校学习绘画。他热衷于阅读自己选择的主题。在此期间，布雷克对诗歌进行了探索；他的早期作品展示了本·琼生、埃德蒙·斯宾塞 和诗篇的知识。

### 学徒

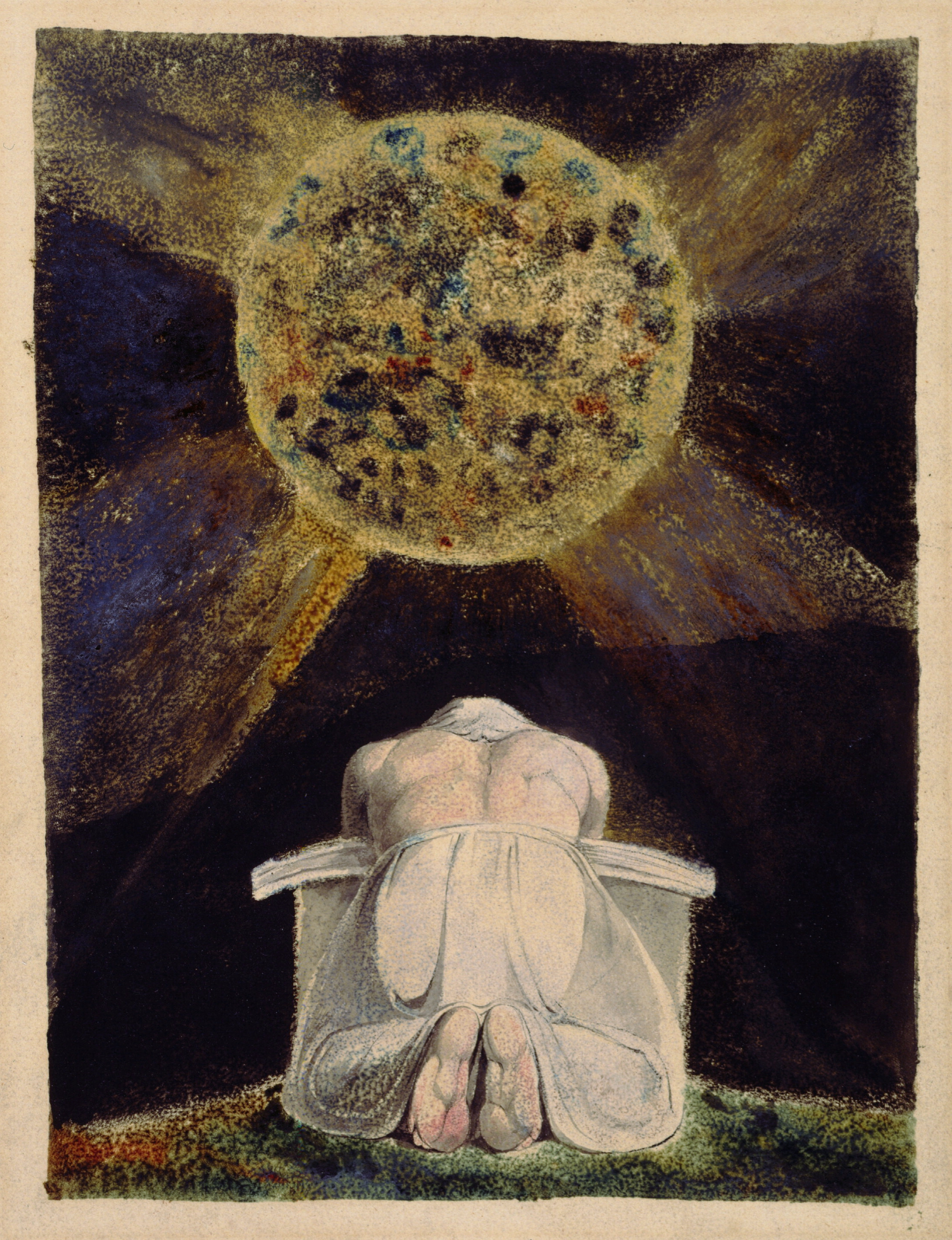
创造者的原型是布雷克作品中常见的形象。在这里，巨匠造物主乌里森在他塑造的世界前祈祷。《罗斯之歌》（Song of Los）是布雷克和他的妻子绘制的插图书籍系列的第三部, 合称为“大陆预言”。

1772年8月4日，布雷克成为大皇后街雕版师傅詹姆斯·巴西尔的学徒，学费52.1英镑，为期七年。学习结束时，他21岁，成为了一名职业雕刻师。在布莱克学徒期间，没有任何记载提到他们之间有任何严重分歧或冲突，但彼得·阿克罗伊德的传记指出，布雷克后来将巴西尔的名字加入了艺术对手名单，后来将其划掉。除此之外，巴西尔的线条雕刻风格，与浮华的点刻或美柔汀风格相比，在当时被认为是老式的，据推测，布雷克以这种过时的形式接受的教育，可能对他日后的求职及获得认可不利。
两年后，巴西尔派他的徒弟去复制伦敦哥德式教堂里的画像（也许是为了解决布雷克和他的师兄弟詹姆斯•帕克之间的争吵）。他在西敏寺的经历，有助于形成他的艺术风格和思想。他那个时代的修道院装饰着盔甲套装、彩绘的葬礼人像和五颜六色的蜡像。阿克罗伊德指出“……最直接的（印象）应该是褪色的亮度和颜色”。对哥特式（他认为是“活的形式”）的仔细研究，在他的风格中留下了清晰的痕迹。漫长的下午，布雷克在修道院写生，他偶尔会被威斯敏斯特学校的男孩打断，他们获准进入修道院。他们取笑他，其中一人折磨他，布雷克把那男孩从脚手架上“摔到地上，非常暴力” 。布雷克向院长投诉后，男生的特权被取消了。布雷克声称他在修道院看见了异象，他看见基督和他的使徒以及一大队修士和牧师，并听到他们的圣诗。

### 皇家艺术研究院
1779年10月8日，布雷克成为河岸街附近老萨默塞特府皇家艺术研究院的学生。虽然他不需要支付学费，但需要负担六年期间自己的材料费。在那里，他反抗那些时尚画家他认为未完成的风格，如学校首任校长約書亞·雷諾茲 倡导的鲁本斯。随着时间的推移，布雷克开始厌恶雷诺兹对艺术的态度，尤其是他对“一般真理”和“一般美”的追求。雷诺兹在他的《话语》中写道，“对抽象、概括和分类的倾向是人类心灵的巨大荣耀”；布雷克在对其笔记的旁白中回应道，“概括就是白痴；具体化是唯一的优点”。布莱克不喜欢雷诺兹时尚的油画，也不喜欢雷诺兹表面上的谦逊，认为这是一种虚伪。布莱克更喜欢影响他早期的古典风格，米开朗基罗和拉斐尔。
大卫·宾德曼认为，布雷克对雷诺兹的敌意，与其说是因为校长的观点（像布雷克一样，雷诺兹认为历史画比风景画和肖像画更有价值），不如说是“反对他不把理想付诸实践的虚伪”。当然，布莱克并不反对在皇家艺术研究院参展，在1780年至1808年间，曾六次提交作品参展。
在皇家艺术研究院的第一年，布雷克成为约翰·弗拉克斯曼、托马斯·斯托塔德和乔治·坎伯兰的朋友。他们分享了激进的观点，和斯托塔德和坎伯兰加入了宪法信息协会。

### 戈登暴乱
布雷克的第一位传记作者亚历山大·吉尔克里斯特记载，1780年6月，布雷克在大皇后街向巴西尔的店铺走去时，被冲击新门监狱的暴徒席卷， 。暴徒用铁锹和镐头袭击监狱大门，点燃了大楼，并释放了里面的囚犯。据报道，布雷克在袭击中处于暴徒的前列。这场骚乱是起因于一项撤销对罗马天主教制裁的议会法案，称为戈登骚乱，并引发了乔治三世政府的一系列立法，成立了第一支警察部队。

## 职业

### 婚姻
1781年，布雷克与凯瑟琳·鲍彻（Catherine Boucher）相识，当时他正从一段恋情中恢复过来，他的求婚遭到拒绝。他向凯瑟琳和她的父母讲述他伤心的故事，之后他问凯瑟琳：“你可怜我吗？”当她肯定地回答时，他宣布：“那我爱你。”1782年8月18日，在巴特西圣玛利亚堂，布雷克与比小他五岁的凯瑟琳结婚。凯瑟琳是一个文盲。婚礼证书原件还可以在教堂里看到。1976年至1982年间，教堂里安装了一扇纪念花窗玻璃。
后来，布雷克不仅教会了凯瑟琳读写，还把她培养成了一名雕刻师。在他的一生中，她被证明是一位宝贵的帮手，帮助他印刷泥金裝飾手抄本，还在无数次不幸中维持他的精神。
1783年左右，布雷克出版了第一本诗集《诗的素描》（Poetical Sketches）。
1784年，父亲去世后，布雷克和师兄弟詹姆斯·帕克开了一家印刷作坊。他们开始与激进出版商约瑟夫·约翰逊合作。约翰逊的住所是当时一些主要的英国知识分子异议人士的聚会场所：神学家和科学家约瑟夫·普利斯特里、哲学家理查德·普莱斯、艺术家约翰·亨利希·菲斯利、早期女权主义者玛丽·沃斯通克拉夫特和革命家托马斯·潘恩。和威廉·华兹华斯和威廉·戈德温 一样，布莱克对法国革命和美国革命抱有极大的希望，戴起了弗里吉亚无边便帽 以声援法国革命者，但是对罗伯斯庇尔的崛起和法国的恐怖统治感到绝望。同年，布莱克创作了他未完成的手稿《月亮上的小岛》（An Island in the Moon）（1784年）。
布雷克为玛丽•沃斯通克拉夫特的《真实生活中的原创故事》（1791年第2版）绘制插图。尽管他们似乎在两性平等和婚姻制度方面有着相同的看法，但目前还没有证据证明他们见过面。在《阿尔比恩的女儿们的异象》（1793年）中，布雷克谴责了在没有爱情的情况下强迫贞操和婚姻的残酷荒谬，捍卫女性完成自我实现的权利。
从1790年到1800年，威廉•布雷克住在伦敦北兰贝斯，大力士路大力士大厦 13号。这处房产于1918年拆除，原址现在用一块牌匾来标记。附近伦敦滑铁卢车站的铁路隧道里有纪念布莱克的70幅系列马赛克。这些马赛克主要是复制了布雷克的插图书籍，《天真与经验之歌》、《天堂与地狱的婚姻》和预言书。

### 蚀刻版画

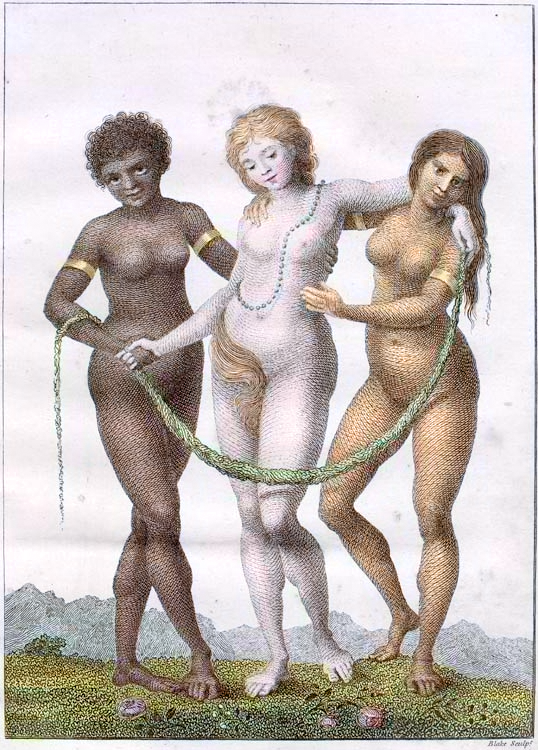
《非洲和美洲支持的欧洲》

1788年，31岁的布雷克尝试了蚀刻版画，这是他用来制作大部分书籍、绘画、小册子和诗歌的方法。布莱克的大多数著名作品中都使用蚀刻版画，包括《天真与经验之歌》、《天堂与地狱的婚姻》和《耶路撒冷》。先用笔在铜版上书写诗歌文本，插图以早期泥金裝飾手抄本的方式出现在文字旁边。然后将这些版置于酸中蚀刻，以溶解未经处理的铜，使图案浮现（因此得名）。布雷克的创新非常不同。从版里印出来的书页，再用水彩手工上色，然后装订成册。
管布雷克因蚀刻版画而出名，但他的商业作品主要使用凹版印刷，使他可以更快地制作他插图书籍。这是18世纪的标准版画工艺，是1725年发明的一种工艺，艺术家在铜版上刻下一幅图像，这是一个复杂而费力的过程，需要数月或数年才能完成，但布雷克的同时代艺术家，约翰博伊德尔意识到，这种版画使艺术家能够与广大观众建立联系，在18世纪末成为一项极其重要的活动。
《非洲和美洲支持的欧洲》（Europe Supported by Africa and America）是布雷克的一幅版画，收藏于亚利桑那大学艺术博物馆。这幅画是为布莱克的朋友约翰•加布里埃尔•斯特德曼的书《五年远征苏里南革命黑人的故事》（1796年）而作。画中描绘了三位美丽的女性相互拥抱。非洲黑人和欧洲白人以平等的姿态牵手。欧洲戴着一串珍珠，而她的姐妹非洲和美洲则被描绘成戴着奴隶手镯。一些学者推测，手镯代表了非洲和美洲奴隶制的“历史事实”，而握手则指的是斯特德曼的“热切愿望”：“我们只是颜色不同，但肯定都是由同一只手创造的。” 另有人认为布雷克的著作“表达了当时考虑肤色和奴隶制问题的舆论氛围” 。

## 晚年

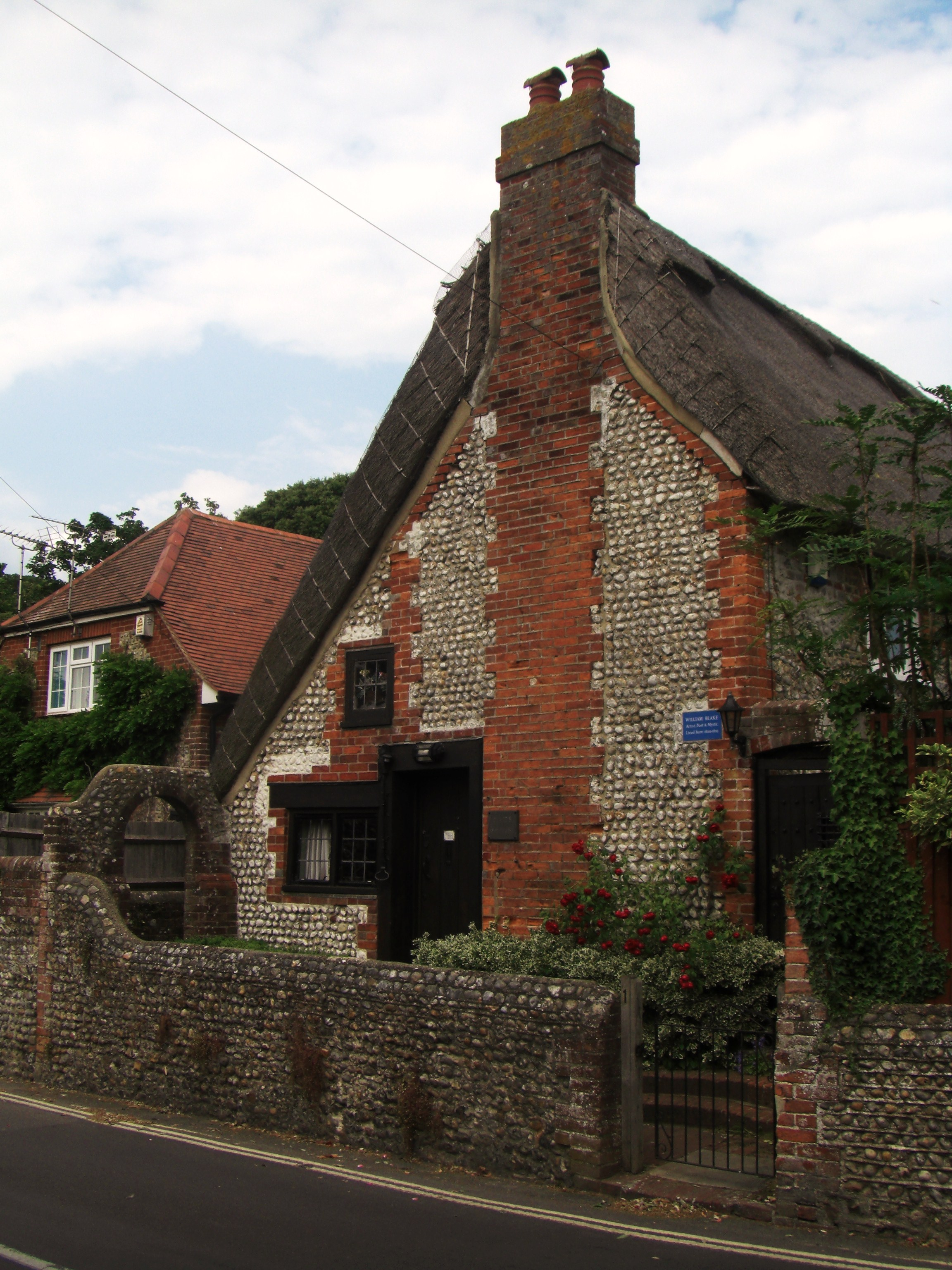
布莱克小屋

布雷克与凯瑟琳的婚姻关系亲密、专一，直到去世。布雷克教凯瑟琳写作，她帮他给印刷的诗歌上色。但是吉尔克里斯特称在婚姻早期有过“暴风雨时期”。一些传记作者认为，布雷克曾根据史威登堡教会激进分支的信仰，试图纳妾。 但其他学者认为这些理论纯属臆测。
塞缪尔•福斯特•达蒙在他的词典中指出，凯瑟琳可能有一个夭折的女儿，《瑟尔之书》（Thel Book of Thel）是一首挽歌，合理化这本书不同寻常的结局，但只是猜测。

### 费尔法姆
1800年，布雷克搬到萨塞克斯（现西萨塞克斯）费尔法姆（Felpham）的布莱克小屋，为小诗人威廉•海利的作品制作插图。正是在这间小屋里，布雷克开始了《弥尔顿》的创作（扉页的日期是1804年，但布莱克一直在创作到1808年）。这部作品的序言中有一首诗，开头是“恒古时光的足迹”（And did those feet in ancient time），后来成为赞美诗《耶路撒冷》的歌词。随着时间的推移，布雷克开始怨恨他的新赞助人，认为海利对真正的艺术不感兴趣，全神贯注于“生意上的琐事”。布雷克对海利的祛魅影响了《弥尔顿》，布莱克在其中写道“肉体上的朋友是灵性上的敌人”。

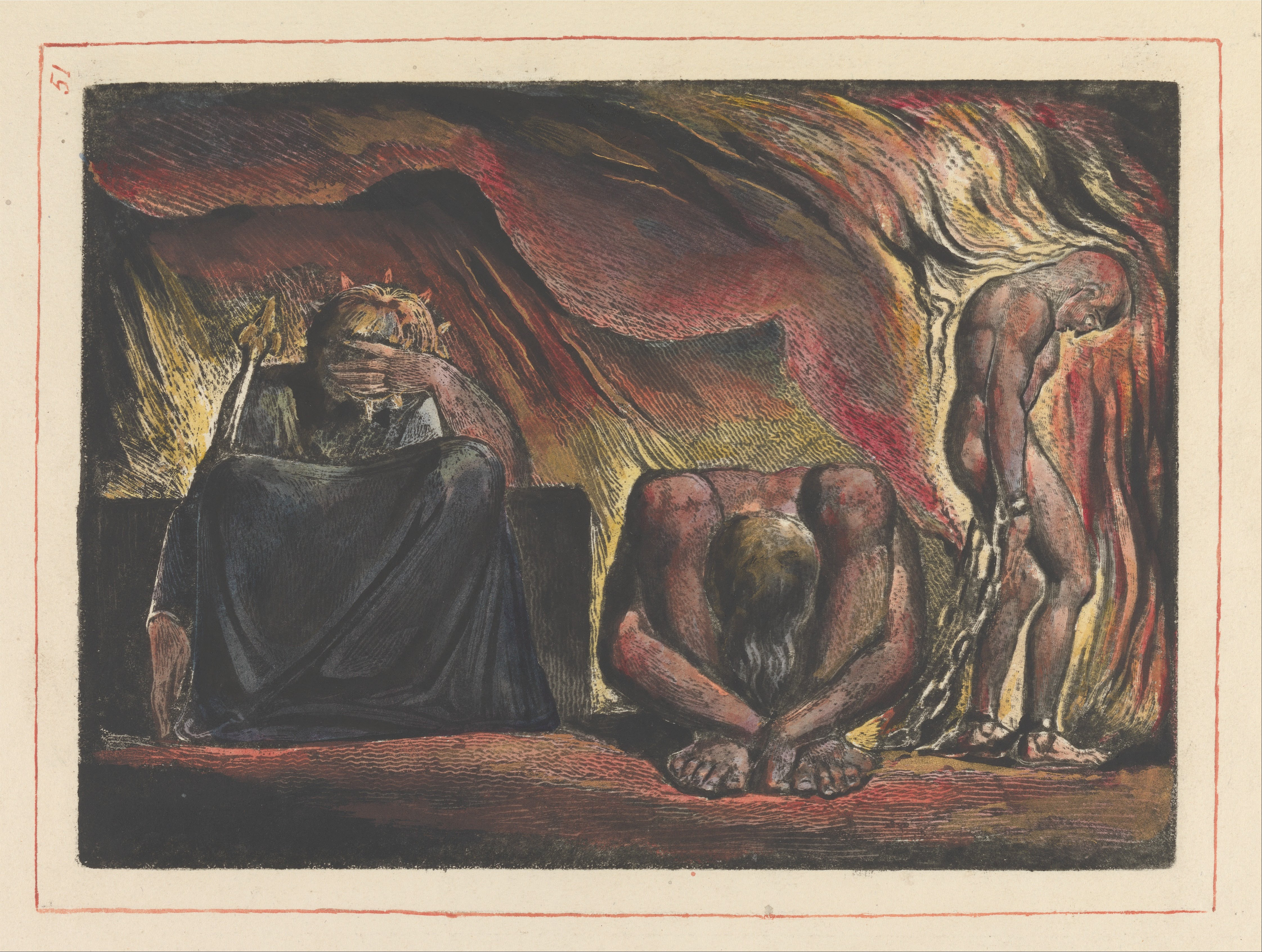
斯科菲尔德戴着“心灵锻造的手铐”

1803年8月，布莱克与一名士兵约翰•斯科菲尔德发生肢体争执，这让他与当局产生了极大的麻烦。布莱克不仅被指控犯有袭击罪，还被指控发表煽动叛乱和反对国王的叛国言论。斯科菲尔德称，布莱克曾惊呼“该死的国王，士兵都是奴隶” 。布莱克在奇切斯特法庭的指控中被无罪释放。根据萨塞克斯郡报纸的一篇报道，“证据的特征…如此明显，结果被判无罪”。后来在《耶路撒冷》的插图中，描绘斯科菲尔德戴着“心灵锻造的手铐”。

### 返回伦敦

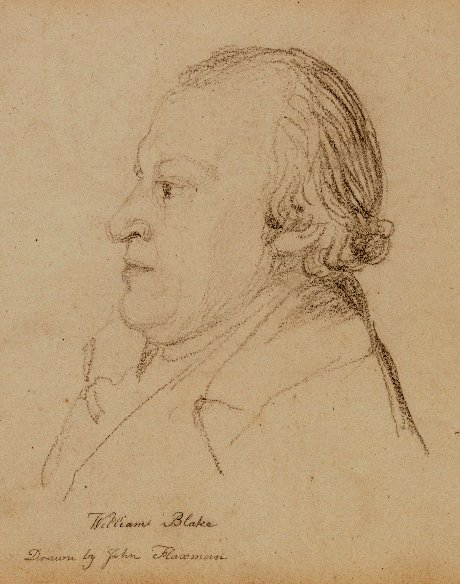
Sketch of Blake from circa 1804 by John Flaxman

布莱克于1804年回到伦敦，开始创作和描绘他最雄心勃勃的作品《耶路撒冷》（1804–1820）。在构思了乔叟的《坎特伯里故事集》中的人物形象后，布莱克找到了经销商罗伯特•克罗梅克，推销版画。克罗梅克知道布莱克太过古怪，无法创作出受欢迎的作品，于是立即委托布莱克的朋友托马斯•斯托塔德处理。当布莱克得知自己被骗后，他与斯托塔德断绝了联系。他在哥哥位于苏豪区布罗德街27号的服装店商店里设立独立的画展。此次画展旨在推销他自己版本的坎特伯雷插图（标题为“坎特伯里朝圣者”）以及其他书籍。因此，他撰写了目录（1809年），其中包含了安东尼•布朗特所称的乔叟的“精彩分析”，常被选为乔叟批评的经典。还包含了他其他绘画的详细解释。这次画展观众很少，没有售出一件蛋彩画或水彩画。唯一一篇评论也充满敌意。

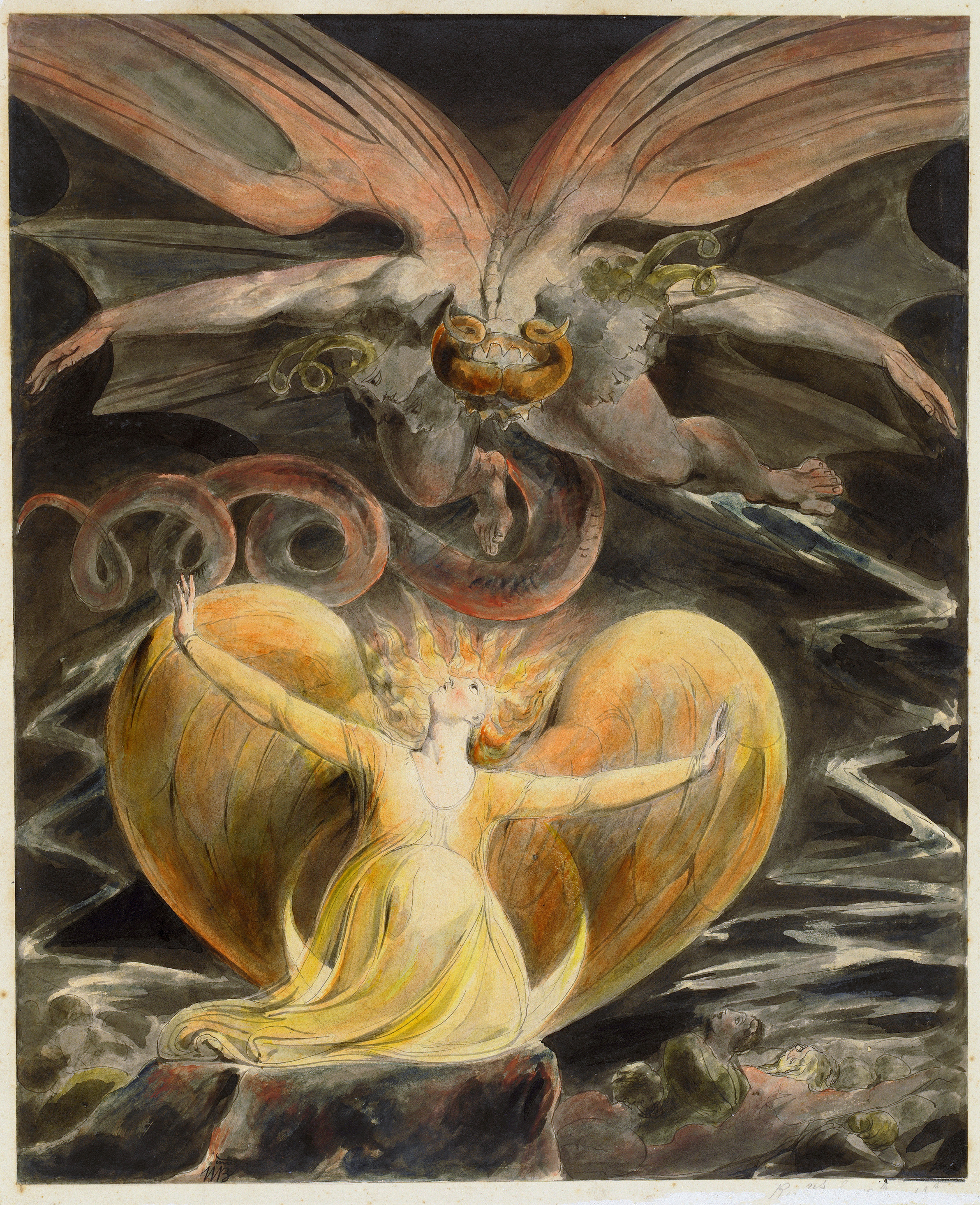
启示录 12章插图大红龙与披日头的女人(1805)

大约在这一时期（大约1808年），布莱克在约书亚·雷诺兹爵士的《话语》一书中发表了一系列充满争议的注解，大力表达了他对艺术的看法，谴责皇家艺术研究院是一个骗局，并宣称：“泛化就是白痴, "To Generalize is to be an Idiot".
1818年，乔治•坎伯兰的儿子将他介绍给一位年轻艺术家约翰•林内尔。在汉普斯特德北区的老怀尔德，有一块蓝色牌匾纪念布莱克和林内尔。通过林内尔，他认识了塞缪尔•帕尔默，属于一群自称为“肖勒姆古人”(Shoreham Ancients) 的艺术家。该团体与布莱克同样拒绝现代潮流，同样相信精神和艺术新时代。65岁时，布莱克开始为《约伯记》创作插图，后来受到约翰·拉斯金的赞赏，后者将布莱克比作伦勃朗，拉尔夫·沃恩·威廉斯 根据系列插图创作了芭蕾舞剧《约伯：跳舞的面具》。
后来，布莱克在开始向托马斯•巴特斯出售大量作品，尤其是他的圣经插图，这位赞助人更多将布莱克视为朋友，而不是作品具有艺术价值的人；这是布莱克一生观点的典型。

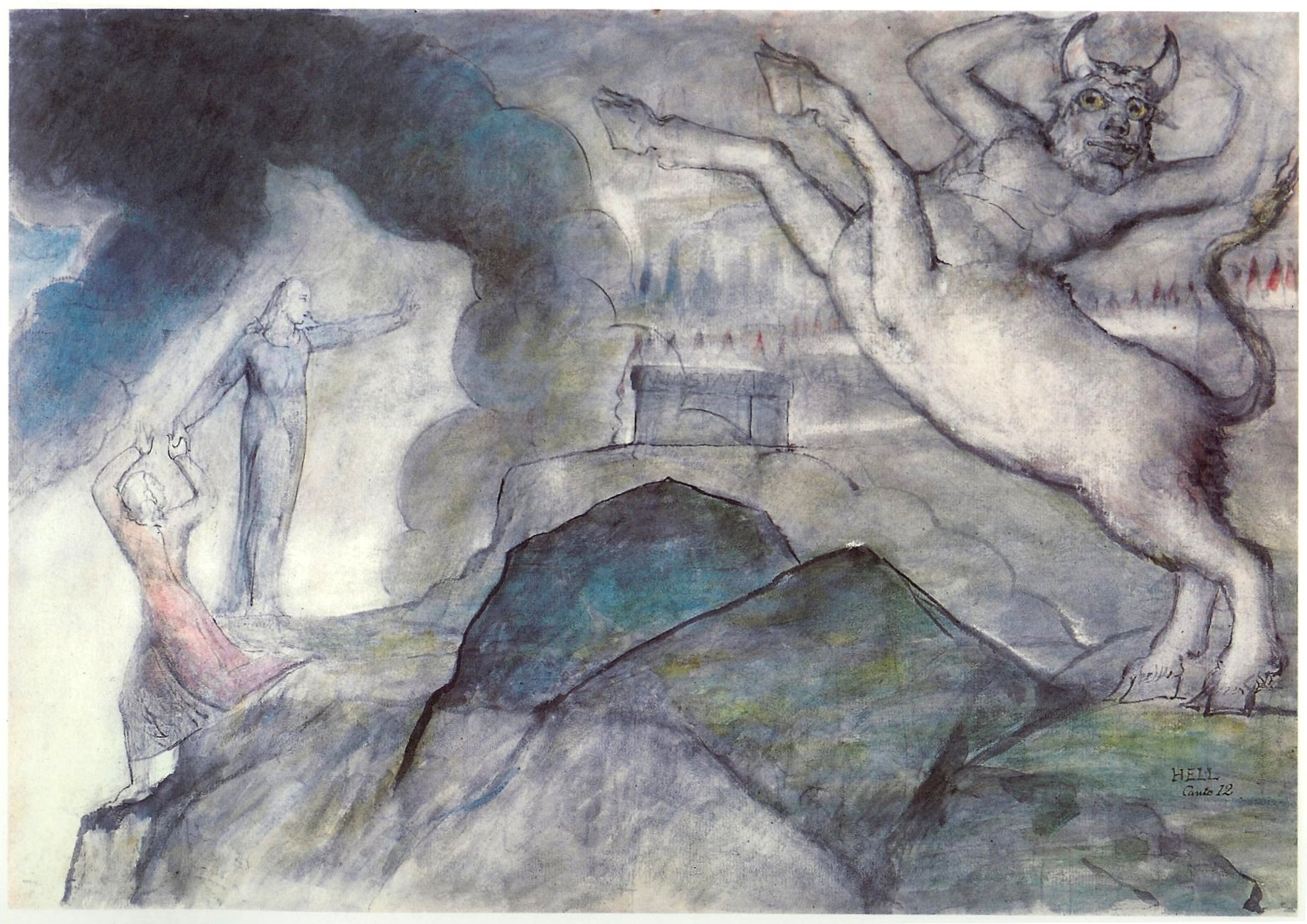
William Blake's image of the Minotaur to illustrate Inferno, Canto XII,12–28, The Minotaur XII

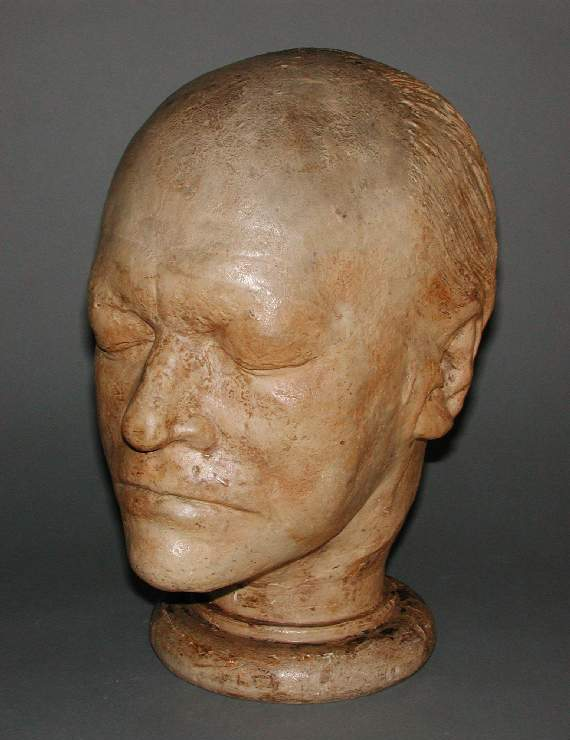
"Head of William Blake" by James De Ville. Life mask taken in plaster cast in September 1823, Fitzwilliam Museum.

1826年，布莱克受林内尔委托，为但丁的《神曲》制作系列版画。1827年布莱克去世，只完成了几幅水彩画，其中只有七幅版画完成。尽管如此，它们还是赢得了赞誉：
但丁水彩画是布莱克最富有的成就之一，他完全致力于阐释如此复杂的诗歌。对水彩画的掌握已经达到了比以前更高的水平，取得了非凡的效果 在区分诗中三种状态的气氛方面。
并且

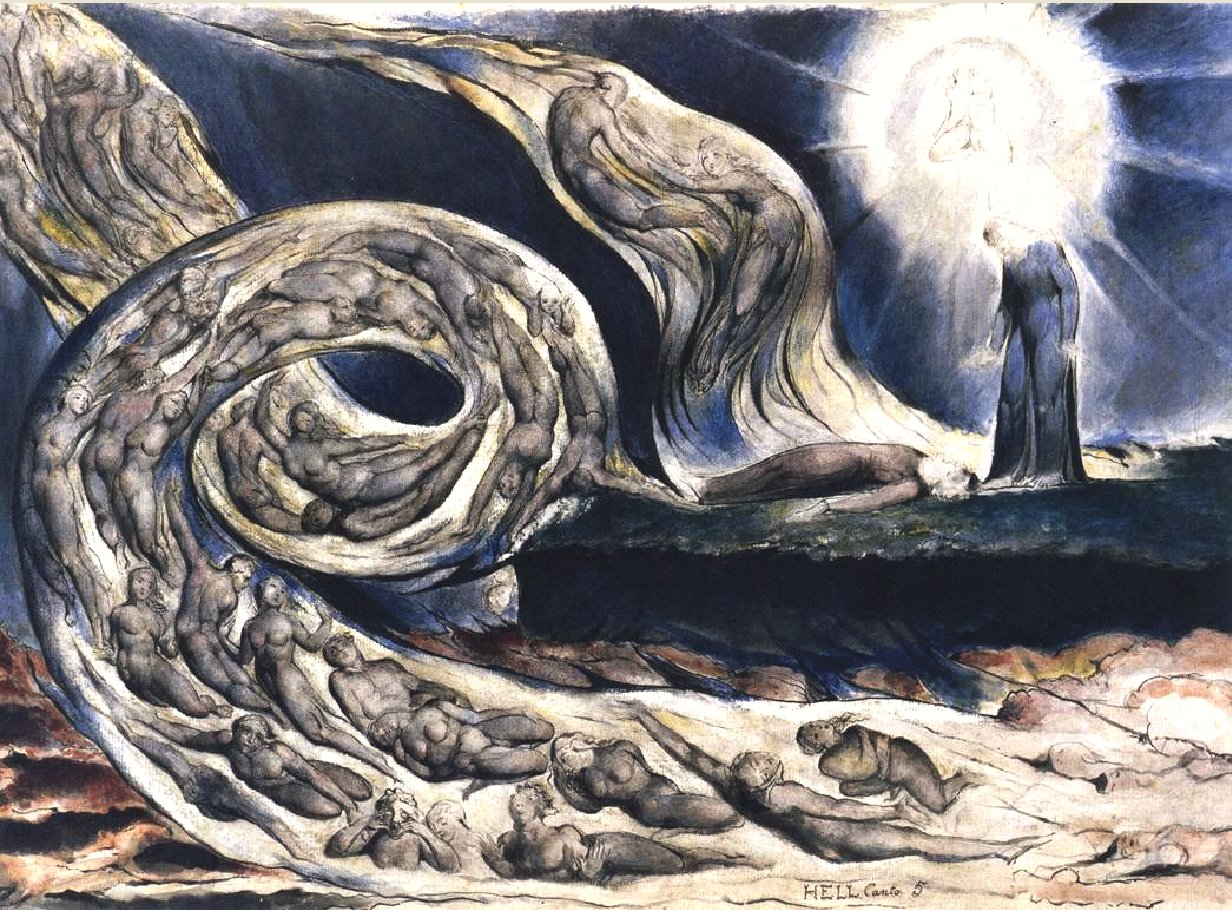
Blake's The Lovers' Whirlwind illustrates Hell in Canto V of 但丁的《地狱篇》

布莱克对这首诗的插图不仅仅是伴随作品，更像是对文本的某些精神或道德方面进行了批判性的修改或评论。
由于项目从未完成，布莱克的意图可能会被掩盖。一些指标支持了这样一种印象，即布莱克的插图总体上会与所附的文本产生冲突：在《荷马和他的同伴佩剑》的边缘, 布莱克指出，“但丁喜剧中的每一件事都表明，为了暴君的目的，他把这个世界变成了一切的基础&自然女神，而不是圣灵。“布莱克似乎不同意但丁对古希腊诗歌作品的钦佩，也不同意但丁在地狱中施以惩罚时的明显欢乐（圣歌的严肃幽默证明了这一点）
与此同时，布莱克也认同但丁对物质主义的不信任和权力的腐败本质，很明显地喜欢有机会以绘画的方式，表现但丁作品的氛围和形象。尽管布莱克似乎快要死了，但他最关心的是但丁《地狱篇》插图的狂热工作; 据说他花了他最后的先令，用铅笔继续写生。

### 最后几年

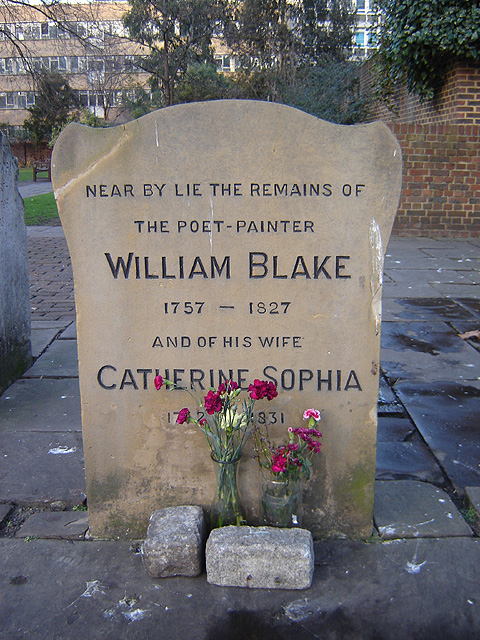
Headstone in Bunhill Fields, London, erected on Blake's grave in 1927 and moved to its present location in 1964–65

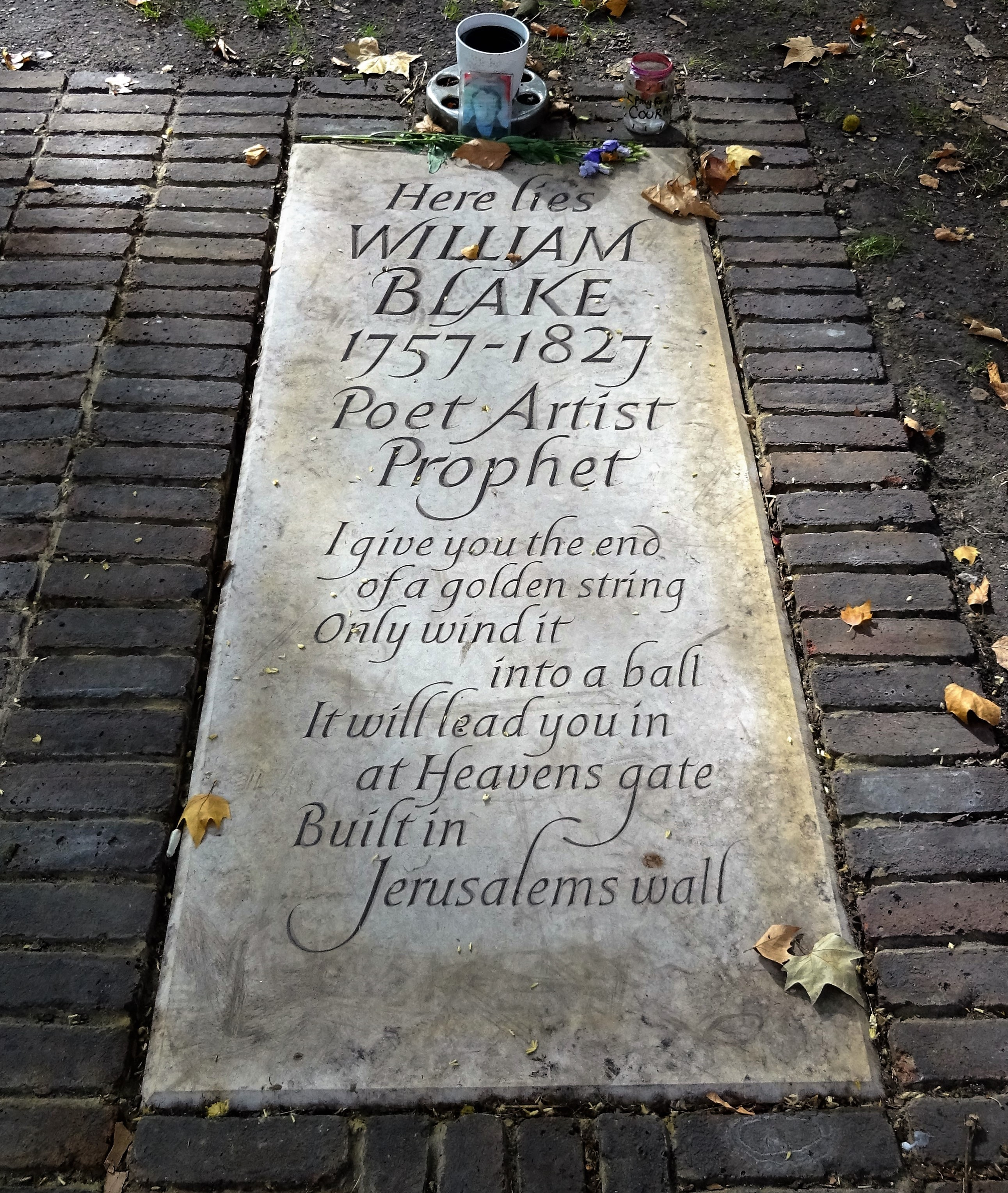
Ledger stone on Blake's grave, unveiled in 2018

布莱克的最后几年是在河岸街的喷泉庭院（Fountain Court）度过（该地产于1880年代兴建萨伏依酒店时拆除）在他去世的那天（1827年8月12日），布莱克仍在坚持创作他的但丁系列。最终，据说，他停止了工作，转向在床边流泪的妻子。布莱克看着她，在她面前哭着说：“留下凯特！保持原样–我会画你的肖像–因为你曾经是我的天使。”布莱克完成这幅肖像（现已遗失）后，放下工具，开始唱赞美诗。那天晚上六点，布莱克向妻子保证他会一直和她在一起，然后去世了。吉尔克里斯特说，一位当时在场的女房客形容他的死亡，“不是人，而是蒙福的天使”
乔治•里士满在给塞缪尔•帕尔默的信中对布莱克的死作了如下描述：
他死得很荣耀。他说，他将要去他一生都希望看到的天国，表示自己很高兴，希望通过耶稣基督蒙救赎 –他在临终前，容貌变美，眼睛变亮，放声歌唱他在天堂看到的一切。
凯瑟琳用林内尔借给她的钱，支付了布莱克的葬礼费用。布莱克去世五天后，在他结婚45周年纪念日前夕，布莱克的遗体埋葬在非国教信徒在邦希田园（Bunhill Fields）的墓地，今属伊斯灵顿区。他父母的遗体葬在同一个墓地里。出席仪式的有凯瑟琳、爱德华•卡尔弗特、乔治•里士满、弗雷德里克•塔塔姆和约翰•林内尔。布莱克去世后，凯瑟琳搬进了塔塔姆的家，担任管家。她相信布莱克的灵魂会经常造访她。她继续出售他的插图著作和画作，但在没有事先“咨询布莱克先生”的情况下，没有进行任何商业交易。1831年10月，在她去世的那天，她和丈夫一样平静、愉快，向他说她要去找他，“好像他只是在隔壁房间里，现在不会很久了。”
在她去世后，长期熟识的弗雷德里克•塔塔姆接管了布莱克的作品并继续出售。塔塔姆后来加入了基要派的欧文派教会（Irvingite）。在该教会保守成员的影响下，焚烧了他认为异端的手稿。被毁手稿的确切数量不得而知，但在他去世前不久，布莱克告诉他的一位朋友， 他写过20部悲剧，最长的是《麦克白》,没有一部幸存下来。另一位熟人，威廉•迈克尔•罗塞蒂也烧毁了布莱克认为质量欠佳的作品，而约翰•林内尔则从布莱克的许多画作中抹去了性意象。同时，一些不打算出版的作品被朋友保存下来，如他的笔记本和“月亮上的岛屿”。
布莱克的坟墓有两块石碑。第一块石头上面写着“诗人-画家威廉•布莱克1757-1827年和他的妻子凯瑟琳•索菲亚1762-1831年的遗体就在附近”。石碑距离实际的坟墓约20米，直到2018年8月12日才标记出来。。自1965年以来，威廉•布莱克坟墓的确切位置已不清楚。该地区在第二次世界大战中遭到破坏；墓碑被移走，开辟为花园。2011年，表明埋葬地点在“附近”的石碑被列为二级登录建筑。葡萄牙夫妇卡罗尔和路易斯•加里多经过14年的调查工作，重新发现了确切的埋葬地点，布莱克学会立了一块永久性的纪念牌匾，2018年8月12日，在该处的公开仪式上揭幕。新石头上刻着“这里躺着诗人艺术家先知威廉•布莱克1757–1827年”，上面是他的诗歌“耶路撒冷”的一段诗句。
布莱克宗教艺术奖于1949年在澳大利亚设立，以纪念布莱克。1957年，在威斯敏斯特大教堂竖立了一座纪念布莱克夫妇的纪念牌匾。另一块纪念牌匾位于皮卡迪利圣雅各教堂，他在那里受洗。

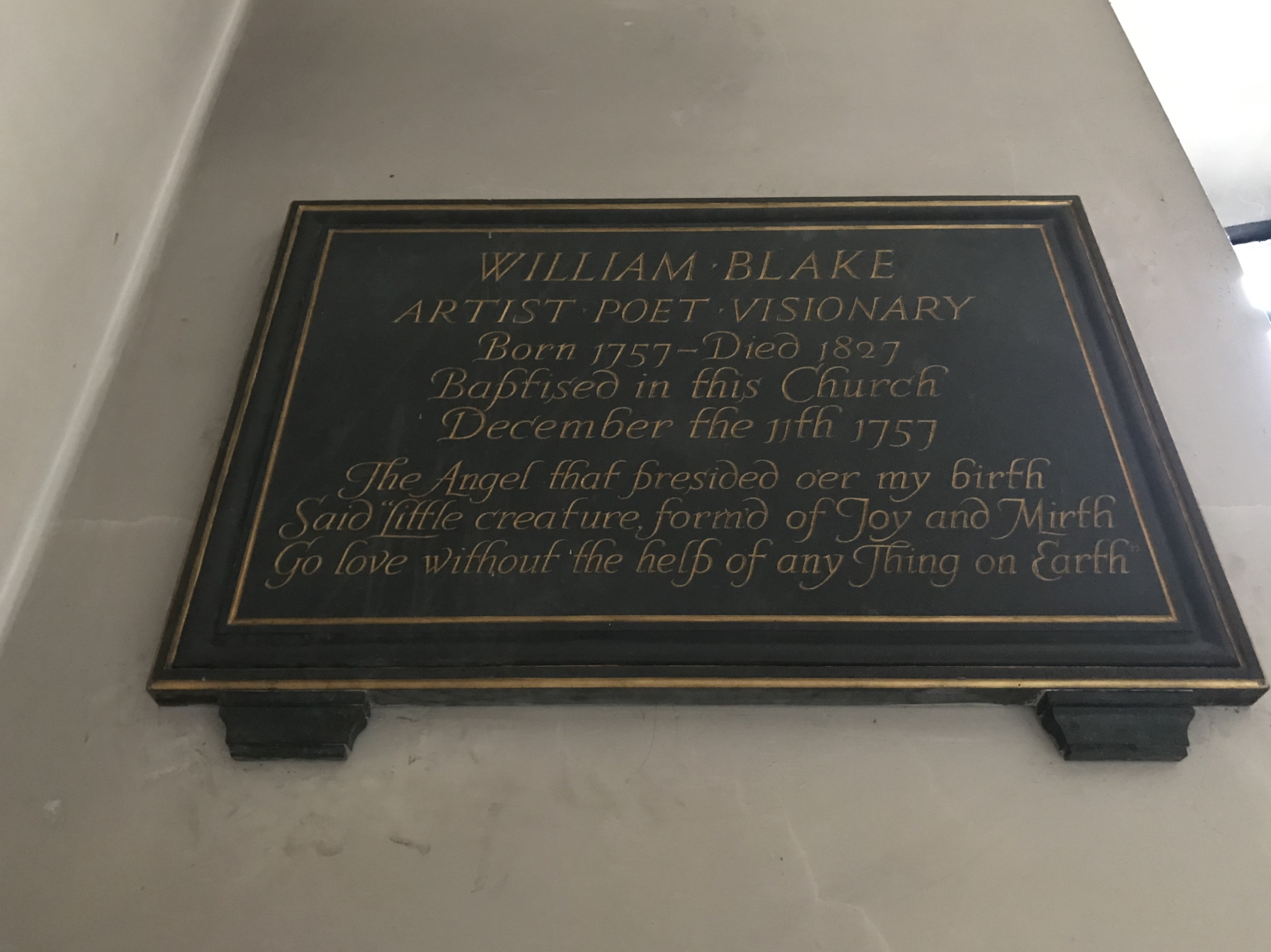
皮卡迪利圣雅各教堂布莱克纪念牌匾

布莱克去世时，他只卖出了不到30本《天真与经验之歌》。

## 文学作品
- 《天真与经验之歌》，1794年
  - 《天真之歌》，1789年
- 《瑟尔之书》，1788–1790
- 《天堂与地狱的婚姻》，1790-1793年
- 《法国大革命》，1791年
- 《第一部尤里森之书》，1794年
- 《弥尔顿》，1804-1810年

1916年，休伯特·帕里爵士為此詩的自序譜上音樂，改名為《耶路撒冷》，成為英國最受歡迎的讚歌之一
- 《耶路撒冷》，1804-1820年

## 绘画
- 《亘古常在者》，1794年
- 《牛顿》，1795年，傳達其對牛頓所代表的啟蒙時代思潮的批判與反對立場[76]
- 《尼布甲尼撒》
- 《跳蚤的幽灵》

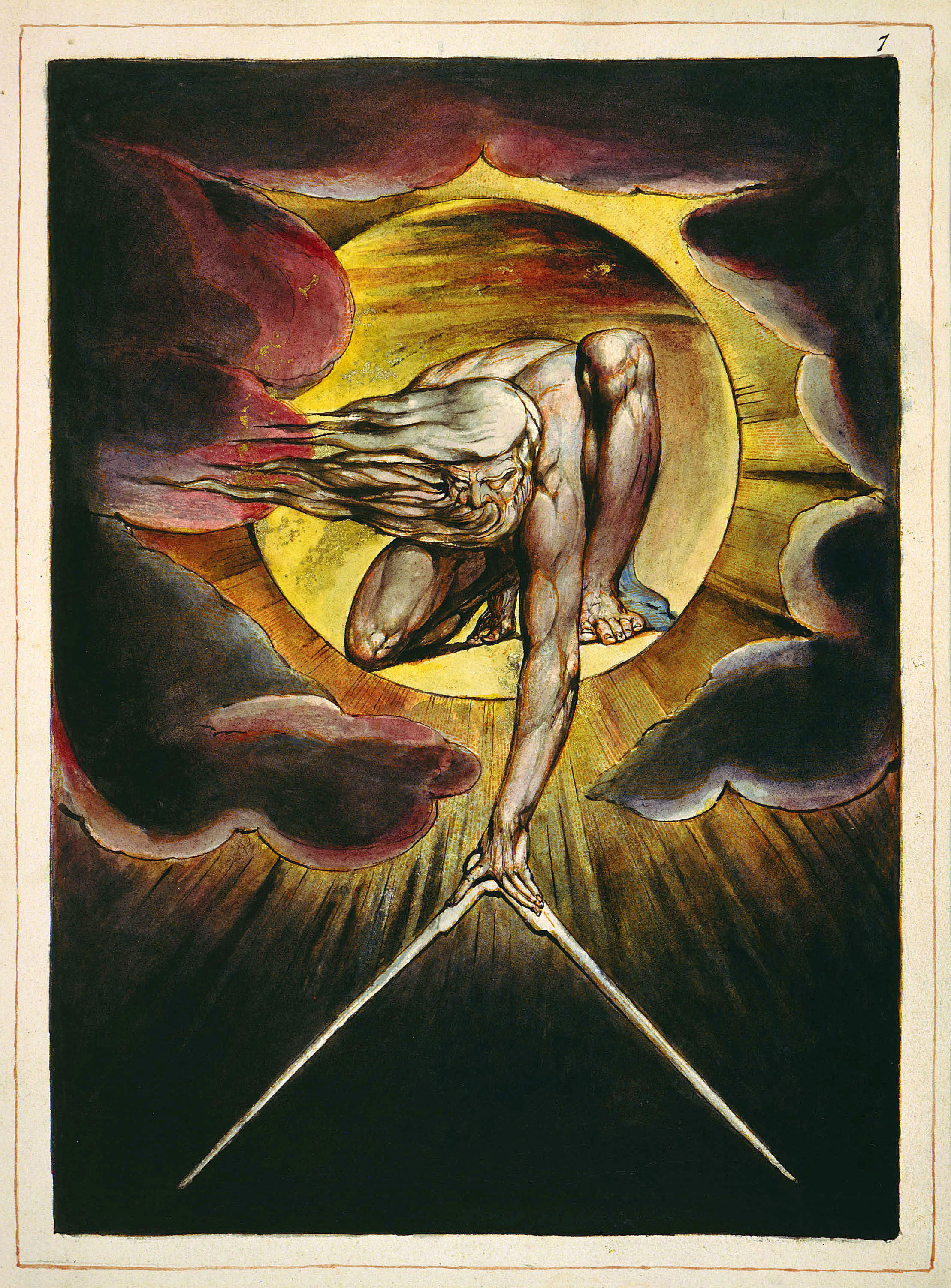
《亘古常在者》
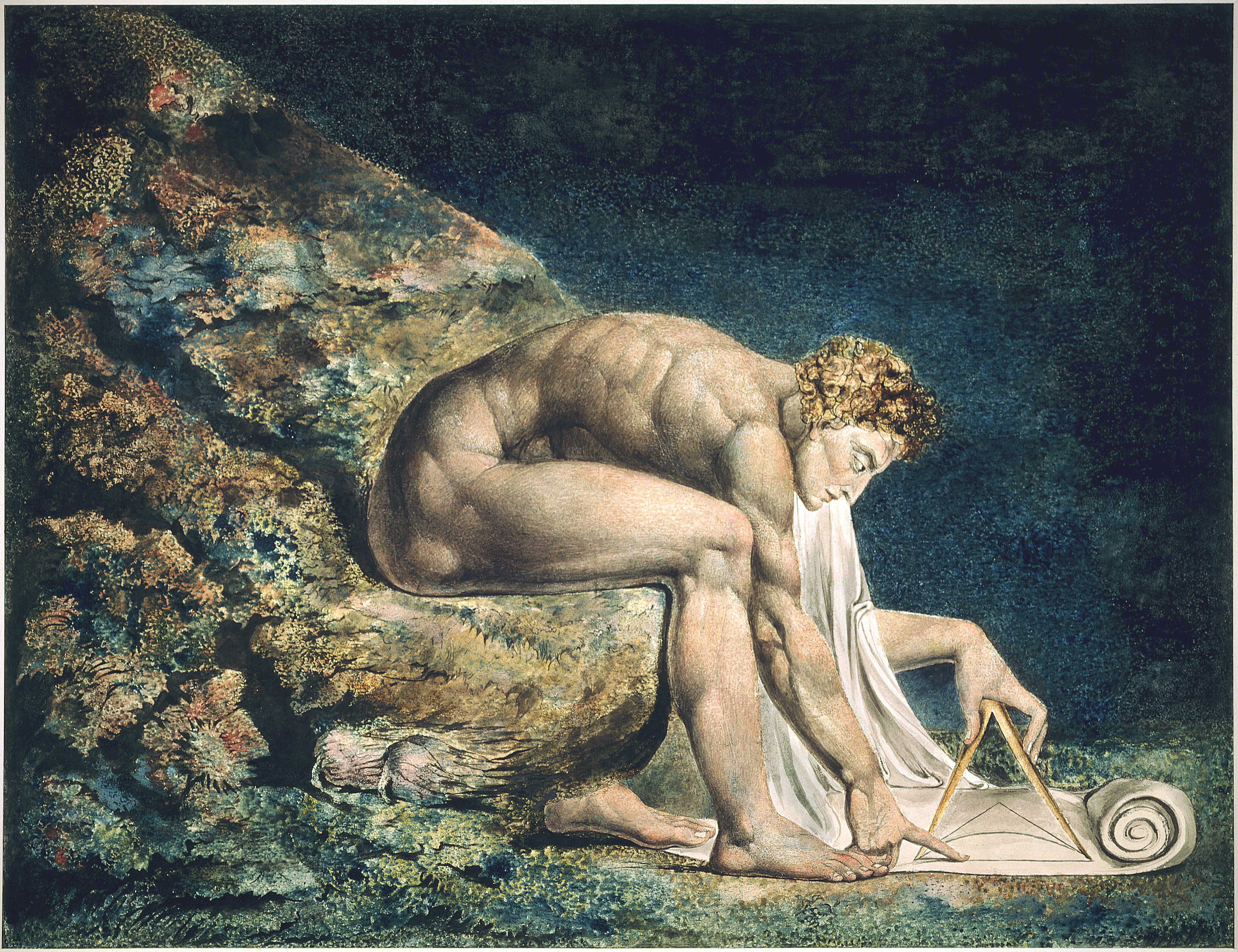
《牛顿》
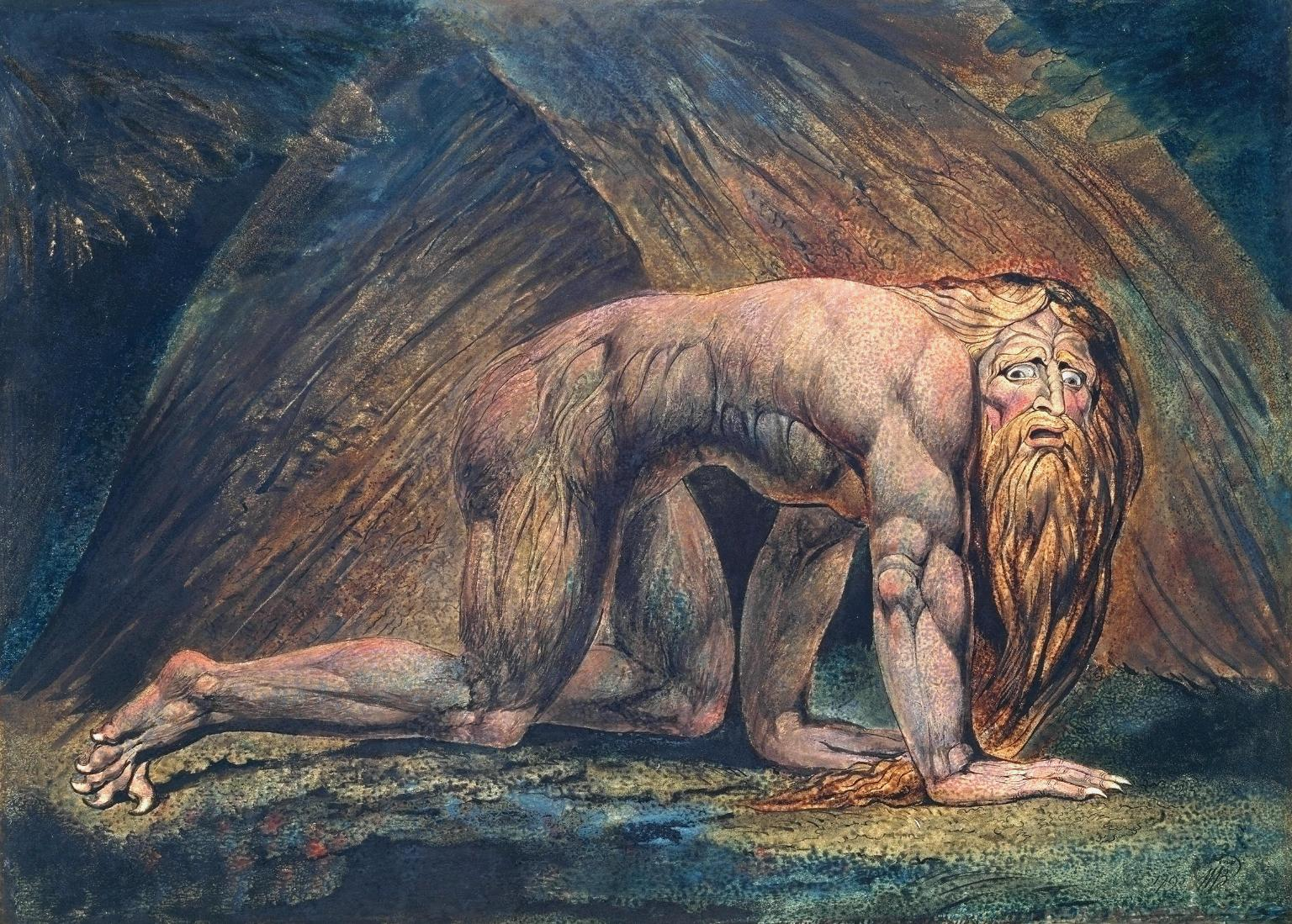
《尼布甲尼撒》
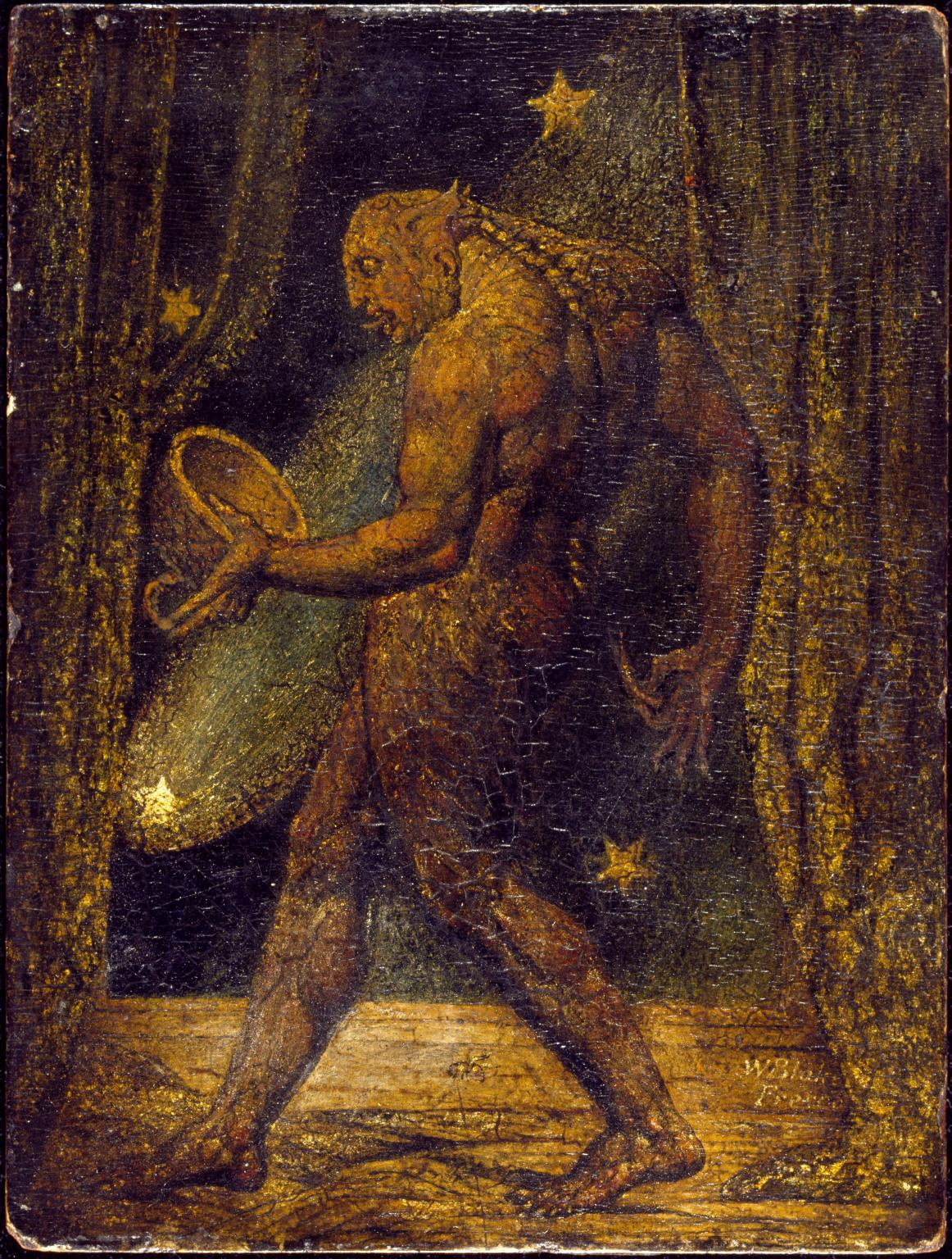
《跳蚤的幽灵》

## 外部連結
- 威廉·布莱克的天真与想象
- 威廉·布莱克的圖像創作 （页面存档备份，存于）